# Chicken Boy

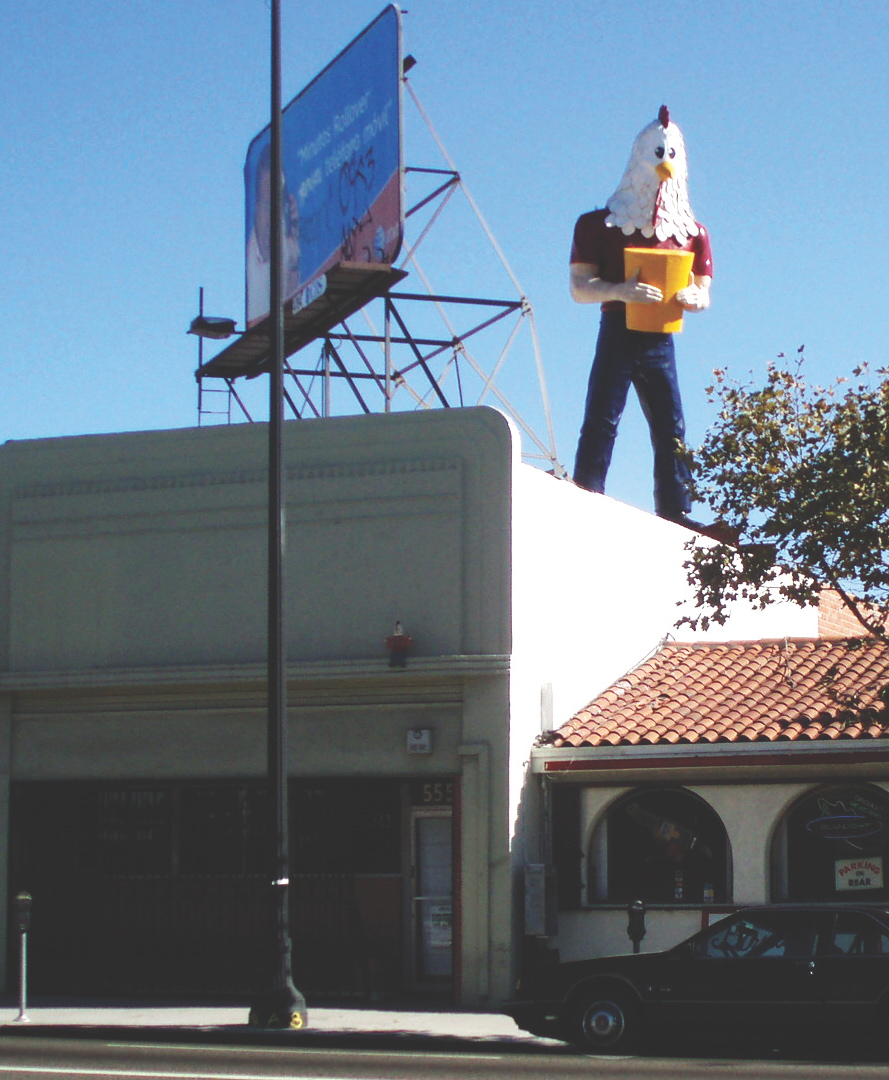
Chicken Boy

Chicken Boy é uma estátua localizada na North Figueroa Street, no distrito de Highland Park, em Los Angeles. A estátua de fibra de vidro de aproximadamente 7 m (22 pés) de altura foi reconhecida pelo governador Arnold Schwarzenegger com o prêmio Governor's Historic Preservation Award em 2010.

## História

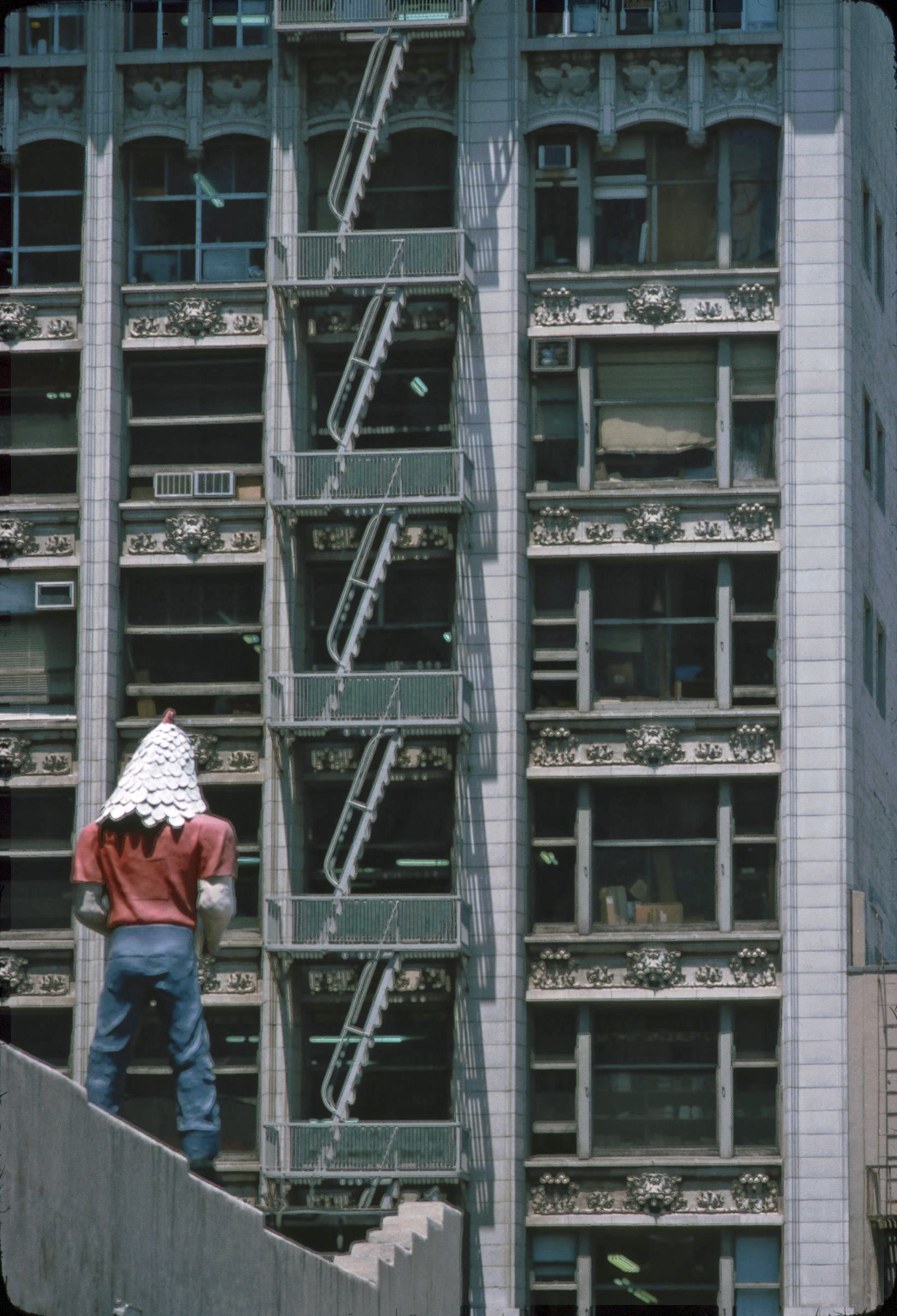
Chicken Boy no local original em julho de 1977

A estátua foi originalmente construída na década de 1960 para o restaurante Chicken Boy Fried Chicken, localizado no centro de Los Angeles, na Broadway, entre as ruas 4 e 5, próximo ao Grand Central Market. Naquela época, a International Fiberglass Company of Venice estava fabricando estátuas de Paul Bunyan e Muffler Man à beira da estrada para serem usadas como publicidade externa. O restaurante Chicken Boy comprou uma estátua e contratou um artista para personalizá-la. Uma cabeça de galinha foi fabricada para substituir a cabeça do homem. Os braços foram reformulados para ficarem voltados para a frente e segurarem um balde, em vez de um machado. A estátua permaneceu no local até 1984, quando o proprietário do restaurante faleceu. A estátua acabou sendo doada à artista Amy Inouye. Ela a guardou até 2007, quando transferiu a estátua do Chicken Boy para seu local atual, na North Figueroa Street, 5558. Sua empresa de design, a Future Studio, havia se mudado para um espaço comercial que tinha um telhado reforçado forte o suficiente para suportar a estátua. A estátua do Chicken Boy foi preservada como resultado do esforço da comunidade e de doações de fundos.

## Prêmios
- Governor's Historic Preservation Award, Sacramento, California, 2010.
- Community Beautification Grant, City of Los Angeles, 2005-2006.
- California Preservation Foundation, Three Minute Success Story, 2009.
- Highland Park Heritage Trust Preservation Award, 2009-2010.
- Commendation, City of Los Angeles, 2009.
- Commendation, California State Assembly, Sacramento, California, 2010.